# Cazangic, Leova
Cazangic (în germană Bergdorf)  este satul de reședință al comunei cu același nume  din raionul Leova, Republica Moldova. Satul a fost locuit de germanii basarabeni.

## Amplasarea geografică
Satul Cazangic e situat pe malul stâng al râului Sărata, afluent al Prutului pe drumul Chișinău – Hâncești – Leova - Cahul, la 38 km de Hâncești la 80 km de Chișinău și la 20 km nord-est de orașul Leova. Suprafața localității e de 20,7 km.p.

## Istoric
La 1,5 km vest de sat trecea fortificația antică de mari proporții cunoscută ca Valul superior al lui Traian, numit și  Zidul de Sus (sau Zidul lui Greuthungi), care se întinde pe distanța de 120 km de la Nistru (Chițcani, lângă Thighina) până la Prut (orașul Leova), traversând actualele raioane Căușeni, Cimișlia și Leova. Construit  de romani la hotarul veacurilor I – II, era menit să apere legiunile lui Traian de cavaleria sarmaților, aliații dacilor, în timpul celui de-al doilea război daco-roman. În secolele III –IV valul a fost folosit pentru apărare de romani, șanțul din partea de nord fiind acoperit, iar dinspre sud fiind săpat un nou șanț. Se pare că în sec. IV (anul 379), goții lui Greuthungi l-au întărit pentru a se apăra contra atacurilor hunilor. În preajma satului au fost găsite vestigii romane: vase de ceramică, monede ș.a.
Satul este atestat documentar cu actuala denumire în anul 1772 ca o localitate formată preponderent din țărani răzeși. Denumirea satului comportă câteva interpretări, în afara aspectului legendar al problemei: 1) fie că provine de la turcescul cazan, care înseamnă căldare, 2) ține de numele meșterului care face cazane și căldări (cazangic) sau 3) este legat de relieful satului – trei dealuri care coboară către șesul râului Sărata, dintr-o parte și, din cealaltă – alte coline care urcă spre locurile pe unde trecea Valul lui Traian, formând o vale circulară care amintește un cazan ușor înclinat. În 1810 s-a construit o biserică de lemn, pe locul căreia în 1889 s-a construit biserica de piatră. Recensămintele din 1809 și 1813 atestă că după anexarea Moldovei dintre Prut și Nistru de către Rusia țaristă numărul locuitorilor satului a scăzut de aproape 2 ori: de la 195 la 115 oameni, o parte dintre ei lăsându-și pământurile și refugiindu-se peste Prut. Apoi numărul locuitorilor crește și în 1817 ajunge la  640 de locuitori. În Cazangicul din ținutul Codrului i se dă, de către autoritățile țariste o moșie boierului Iancu Sturdza, rudă a lui Scarlat Sturdza, primul guvernator al Basarabiei după tragicul an 1812, sturdzeștii fiind promotori ai intereselor imperiale rusești în Basarabia. În 1817 Iancu Sturdza avea pe moșia sa din Cazangic 107 familii de țărani liberi, 32 de burlaci, 3 văduve și 2 preoți. Moșia Cazangicului mai cuprindea și cătunele Brașoveanu și Tudoroaia. În 1816, conform ordinului generalului rus Karl Hartingh, numit guvernator al Basarabiei, peste 80 de bărbați din Cazangic s-au înrolat în așa numita slujbă de călărași în speranța că astfel vor fi scutiți de anumite impozite.
În 1835 moșia Cazangic trece în posesia Marelui Logofăt Alexandru Ghica. Atunci mazilul Mihai Bulat primește titlul de nobil. Localitatea avea atunci 419 bărbați și 386 femei, doi dintre care – Petru Roșca și Nicolae Canicic depășiseră vârsta de 80 de ani. În 1854 în timpul războiului Crimeii țăranii din Cazangic au fost impuși de către autoritățile țariste să pregătească și să predea trupelor imperiale rusești 4000 puduri de fân, lăsând vitele lor fără hrană pe timp de iarnă. În 1856 satul intră în zona de sud a Moldovei dintre Prut și Nistru care, conform tratatului de la Paris, fu reîntoarsă Principatului Moldova. Din 1856 până în 1878 satul a făcut parte din Principatul Moldova, iar după Unirea Principatelor Române, la 24 ianuarie 1859, din România modernă.
În această perioadă în sat s-au deschis două școli: una parohială pe lângă biserica din sat și o alta de alfabetizare într-o casă particulară. Treptat la rangul de boiernaș au fost ridicați Eufrosinia Celibadachi, Gheorghe Danco, Maria Marcovscaia și arendatorul Gherasim Antipas. Un fapt curios ce ține de această perioadă e că în anul 1865 un Ivan Lebedev, asesor colegial, se pricopsește, pe moșia satului, cu 150 de desetine de pământ arabil.
La 1878, când sudul Basarabiei fu din nou anexat de Rusia țaristă, Cazangicul avea 100 de gospodării cu 6000 de desetine de pământ. În decursul anilor satul a fost trecut ba în județul Cahul, ba în județul Ismail, ba în județul Tighina. Către sfârșitul veacului al XIX nu se mai amintesc școlile satului, semn că acestea au fost închise de autoritățile țariste.
În Dicționarul geografic al Basarabiei, editat la București la începutul secolului XX, despre localitate se menționa: „Cazangic. Sat în județul Ismail, așezat pe țărmul râulețului Sărata. Are 109 case cu o populațiune de 890 de suflete țărani români.” La 27 aprilie 1912 guvernatorul țarist al  Basarabiei a aprobat consiliul comunei Cazangic format din 9 persoane, primar fiind Grigore Novițchi. În 1914 în sat se organizează un punct agronomic cu 40 desetine de pământ. În 1915 conform datelor statistice în sat locuiau 727 bărbați și 658 femei, 112 persoane frecventau școlile laică și parohială, redeschise după evenimentele din 1905 – 1907.
După reunirea Basarabiei cu România în 1918 în sat funcționează o filială a Băncii populare Unirea și o reprezentanță a instituției române Casa noastră, împuternicită să realizeze reforma agrară. În septembrie 1922 această instituție i-a împroprietărit pe 152 nevoiași din comuna Cazangic cu 789 ha de pământ. Doar după un an de la înfăptuirea reformei agrare statistica va înregistra aici 219 case și o populație de 969 de suflete, o moară de aburi și o alta de vânt, o școală primară, două cârciumi, primărie, post de jandarmi. În 1933 Cazangicul avea deja un număr de 1137 locuitori. Printre gospodarii de frunte ai satului erau Gheorghe Vineș (150 ha de pământ arabil și 3 ha de vie), Dumitru Butuc (106 ha), Grigore Novițchi (86 ha), Chiril Inculeț (70 ha). Numărul de locuitori ai satului ajunge în 1940 în ajunul ocupației sovietice la 1356 de persoane, cotă pe care localitatea n-a mai atins-o vreodată.
În martie 1929 în biserica din sat care poartă hramul Sfinților Arhangheli Mihail și Gavriil au fost consemnate nașterea și  botezul marelui actor Valeriu Cupcea (12.03.1929 – 15.01.1989), ai cărui părinți locuiau în satul vecin Cupcui. Printre nașii săi era și parohul acestei biserici, preotul-cărturar Drăgan.
În 1948 biserica din sat este închisă și devastată, fiind reconstruită abia în anii 1990 – 1991. Urmare a ocupației sovietice, a represaliilor din 1940 – 1941, a războiului, a foametei organizate și a deportărilor în Siberia din perioada august 1944 – 1949, populația satului scade de aproape două ori fiind la finele anului 1949 de doar 794 persoane.  La 1 ianuarie 1971 numărul de locuitori ai satului ajunse abia la 1025 de oameni, iar către anul 2000 la 1100 locuitori. Moșia satului are acum 1797 ha de pământ și 296 de gospodării. Preocuparea de bază este agricultura, dar locuitorii satului sunt și meșteri buni de cojoace și de împletituri din lozie.	În anul 2001 școala din localitate a fost transformată în gimnaziu, acordându-i-se numele marelui domnitor Mihai Viteazul, al cărui bust, donație a Consiliului Județean Prahova, a fost instalat la 27 august 2001 în fața instituției (sculptor Eugen Petri din Ploiești).
Din componența comunei Cazangic mai fac parte satele Frumușica și Seliște. Frumușica, vechea denumire Manucbeevca, e o localitate atestată documentar cu acest nume din anii 1812 – 1813, când autoritățile țariste i-au dăruit aici o moșie lui Manuc-bei ca recunoaștere a rolului său în actul de anexare de către imperiul țarist a Moldovei dintre Prut și Nistru la 16 mai  1812. S-ar putea ca mai vechea denumire a cătunului să fie una dintre cele două denumiri – Brașoveanu sau Tudoroaia, pe care le aveau cătunele ce făceau parte din comuna Cazangic la finele sec. al XVIII–lea – începutul secolului al XIX-lea. Aceeași presupunere e valabilă și pentru satul Seliște, a cărui creștere are loc în anii ‘60 ai secolului trecut.

## Demografie
În localitate sunt 309 gospodării. La ultimul recensământ (2004) erau 961 locuitori (488 bărbați, 473 femei). 

### Structura etnică
Structura etnică a satului Cazangic conform recensământului populației din 2004:
| Grup etnic                                               | Populație | % Procentaj  |
| -------------------------------------------------------- | --------- | ------------ |
| Băștinași declarați Moldoveni Băștinași declarați Români | 930 5     | 96,77% 0,52% |
| Țigani                                                   | 18        | 1,87%        |
| Bulgari                                                  | 4         | 0,42%        |
| Ruși                                                     | 2         | 0,21%        |
| Găgăuzi                                                  | 1         | 0,10%        |
| Ucraineni                                                | 1         | 0,10%        |
| Total                                                    | 961       |              |

## Personalități
Originari din Cazangic sunt poetul, istoricul și omul politic Valeriu Matei (n. 1959), membru de onoare al Academiei Române; pictorul Iurie Matei (n.1968); ziariștii Gheorghe Copoț (n. 1947) și Valentina Moldovanu (n.1976).